# Herbert Weinelt
Herbert Weinelt (Jeseník, 1910. – Harkiv, 1943. február 23.) csehországi német történész, filológus, várkutató, katona.

## Élete
A bruntáli gimnázium elvégzése után történelmet tanult a prágai német egyetemen. A Königsbergi Egyetemen szerzett doktorátust, s ott dolgozott asszisztensként, majd 1940-ben habilitált. 1943-ban a harkivi harcokban esett el.

## Művei
Elsősorban várak kutatásával foglalkozott Sziléziában és Cheb környékén, illetve toponímiával és névtannal.
- 1944 Siedlung und Volkstum südlich des Altvaters. Prag
- 1941 Zur Burgenkunde. Zeitschrift des Vereins für Geschichte (und Alterthum) Schlesiens 75, 28-34
- 1940 Das Stadtbuch von Zipser Neudorf und seine Sprache. Veröffentlichungen des Südostinstituts 20. München[5]
- 1938 Die mittelalterliche deutsche Kanzleisprache in der Slowakei. Arbeiten zur sprachlichen Volksforschung in den Sudetenländern 4. Brünn—Leipzig, Rohrer
- 1938 Untersuchungen zur landwirtschaftlichen Wortgeographie in den Sudetenländern. Brünn – Prag – Leipzig, Rudolf M. Rohrer
- 1936 Das neuere Burgenschrifttum der Sudetenländer, zugleich ein Bericht über den Stand der sudetendeutschen Burgenforschung. Der Burgwart 37, 52-55